# Cacimba de Areia
Cacimba de Areia is een gemeente in de Braziliaanse deelstaat Paraíba. De gemeente telt 3.604 inwoners (schatting 2009).